# Jodenbuurt
Il Jodenbuurt (in olandese: Quartiere ebraico) è un quartiere di Amsterdam nei Paesi Bassi.
Prima della seconda guerra mondiale, il quartiere è stato per secoli il centro degli ebrei olandesi della capitale olandese.

## Confini
Storicamente, i confini del Jodenbuurt sono il fiume Amstel a sud-ovest, i canali Zwanenburgwal e Oudeschans a nord-ovest, la via Rapenburg a nord-est e il Nieuwe Herengracht nel sud-est.

## Storia

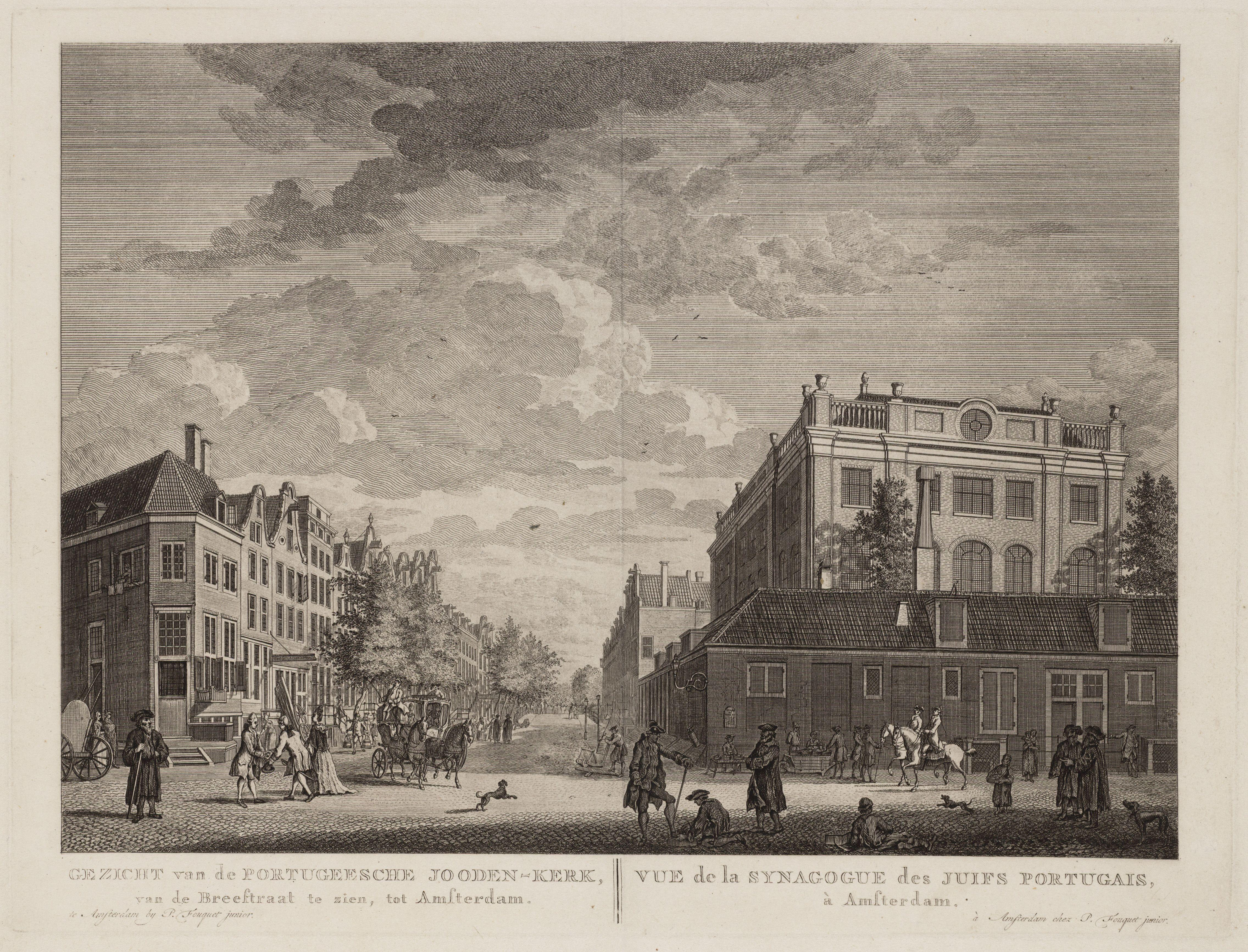
La Sinagoga portoghese al centro dell'ex-quartiere ebraico in un'incisione del Settecento

I primi ebrei a stabilirsi ad Amsterdam furono nel 1493 i sefarditi, in seguito all'espulsione dal Portogallo e della Spagna dopo il Decreto dell'Alhambra. A loro si unirono nei decenni successivi gli Aschenaziti dell'Europa centrale e orientale, che si stabilirono nella periferia orientale del Centrum e più precisamente sull'isola di Vlooienburg. 
Nel 1612, la popolazione del quartiere era di circa 500 persone, ma raddoppiò nel 1620 e raggiunse le 2.500 unità nel 1672 anche grazie al fatto che, con l'Unione di Utrecht, a tutti i residenti della Repubblica olandese era stata concessa la libertà religiosa e la possibilità di costruire sinagoghe, anche se non potevano far parte delle Corporazioni.Nel 1671 e nel 1675 vennero realizzate la Grande Sinagoga (oggi parte del Joods Historisch Museum) e la Sinagoga portoghese.
Con l'aumento della ricchezza, tra la fine del XIX secolo e l'inizio del XX secolo molte famiglie ebree si trasferirono dallo Jodenbuurt in quartieri più nuovi come il Transvaalbuurt, il Watergraafsmeer e il Rivierenbuurt. 
Dopo che i canali Leprozengracht e Houtgracht furono riempiti nel 1882, il mercato del Jodenbuurt fu spostato nel Waterlooplein, divenendo una popolare attrazione domenicale.
Negli anni '30, con l'ascesa di Adolf Hitler, molti ebrei tedeschi si rifugiarono nei Paesi Bassi ma, durante la seconda guerra mondiale, i tedeschi invasero i Paesi Bassi e il quartiere si trasformò in un ghetto ebraico attorno al quale venne eretta una grande recinzione. La guerra decimò la popolazione ebraica di Amsterdam che passo da 80.000 persone a circa 5.000, lasciando il quartiere in stato di abbandono tanto che molti edifici furono demoliti dagli abitanti di Amsterdam durante l'inverno del 1944-1945. 
Dopo la guerra il quartiere fu in gran parte abbandonato e solo nel 1953 il governo municipale pianificò un'importante ristrutturazione che ha mantenuto poco del quartiere ebraico che esisteva in passato.